# Loop (Holstein)
Loop er en by og kommune i det nordlige Tyskland, beliggende i Amt Bordesholm i den sydøstlige del af Kreis Rendsborg-Egernførde. Kreis Rendsborg-Egernførde ligger i den centrale del af delstaten Slesvig-Holsten.

## Geografi
Loop er beliggende omkring otte km nord for Neumünster på begge sider af Bundesautobahn 7 mellem Flensborg og Hamborg. Kommunen ligger ved udkanten af Schönbeker Moor.